# Maksym Sandul
Maksym Sandul (nacido el 6 de enero de 1991 en Vínnitsa, Ucrania), es un jugador de baloncesto ucraniano que actualmente milita en las filas del Pierniki Toruń en la Polska Liga Koszykówki.

## Trayectoria
Es un jugador formado en el BC de Kiev, donde ha jugado de 2009 a 2015, realizando una media de 11,8 puntos y 9,3 rebotes por partido.
En agosto de 2015, firma con el Bàsquet Manresa para la temporada 2015-2016.

## Clubs
- BC Kiev (2009-2015)
- Bàsquet Manresa (2015-2016)
- Pierniki Toruń (2016-)